# Abhishek Bachchan
Abhishek Bachchan (अभिषेक बच्चन; Bombay, 5 febbraio 1976) è un attore indiano.

## Biografia
È il figlio degli attori Amitabh Bachchan e Jaya Bachchan.
Dal 2007 è sposato con Aishwarya Rai. La coppia ha una figlia, Aaradhya, nata nel 2011.
Nel 2014 è fondatore e proprietario insieme a Ronnie Screwvala del Chennaiyin, squadra calcistica che milita nell'Indian Super League.

## Filmografia

### Cinema
- Refugee, regia di J.P. Dutta (2000)
- Tera Jadoo Chal Gayaa, regia di A. Muthu (2000)
- Dhaai Akshar Prem Ke, regia di Raj Kanwar (2000)
- Bas Itna Sa Khwaab Hai..., regia di Goldie Behl (2001)
- Haan Maine Bhi Pyaar Kiya, regia di Dharmesh Darshan (2002)
- Om Jai Jagadish, regia di Anupam Kher (2002)
- Shararat, regia di Gurudev Bhalla (2002)
- Desh, regia di Raja Sen (2002)
- Aa Ae O (2003)
- Main Prem Ki Diwani Hoon, regia di Sooraj R. Barjatya (2003)
- Mumbai Se Aaya Mera Dost, regia di Apoorva Lakhia (2003)
- Un padre per mio figlio (Kuch Naa Kaho), regia di Rohan Sippy (2003)
- Zameen, regia di Rohit Shetty (2003)
- LOC: Kargil, regia di J.P. Dutta (2003)
- Run, regia di Jeeva (2004)
- Yuva, regia di Mani Ratnam (2004)
- Io & tu - Confusione d'amore (Hum Tum), regia di Kunal Kohli (2004)
- Phir Milenge, regia di Revathy (2004)
- Dhoom, regia di Sanjay Gadhvi (2004)
- Rakht, regia di Mahesh Manjrekar (2004)
- Naach, regia di Ram Gopal Varma (2004)
- Bunty Aur Babli, regia di Shaad Ali (2005)
- Sarkar, regia di Ram Gopal Varma (2005)
- Dus, regia di Anubhav Sinha (2005)
- Antarmahal: Views of the Inner Chamber, regia di Rituparno Ghosh (2005)
- Cuori in onda (Salaam Namaste), regia di Siddharth Anand (2005)
- Home Delivery: Aapko... Ghar Tak, regia di Sujoy Ghosh (2005)
- Neal 'N' Nikki, regia di Arjun Sablok (2005)
- Ek Ajnabee, regia di Apoorva Lakhia (2005)
- Bluffmaster!, regia di Rohan Sippy (2005)
- Alag: He Is Different.... He Is Alone..., regia di Ashu Trikha (2006)
- Non dire mai addio (Kabhi Alvida Naa Kehna), regia di Karan Johar (2006)
- Lage Raho Munna Bhai, regia di Rajkumar Hirani (2006)
- Umrao Jaan, regia di J.P. Dutta (2006)
- Dhoom:2, regia di Sanjay Gadhvi (2006)
- Guru, regia di Mani Ratnam (2007)
- Shootout at Lokhandwala, regia di Apoorva Lakhia (2007)
- Jhoom Barabar Jhoom, regia di Shaad Ali (2007)
- Ram Gopal Varma Ki Aag, regia di Ram Gopal Varma (2007)
- La verità negli occhi (Laaga Chunari Mein Daag: Journey of a Woman), regia di Pradeep Sarkar (2007)
- Om Shanti Om, regia di Farah Khan (2007)
- Sarkar Raj, regia di Ram Gopal Varma (2008)
- Mission Istaanbul: Darr Ke Aagey Jeet Hai!, regia di Apoorva Lakhia (2008)
- Drona, regia di Goldie Behl (2008)
- Appartamento per... 3 (Dostana), regia di Tarun Mansukhani (2008)
- Delhi-6, regia di Rakeysh Omprakash Mehra (2009)
- Paa, regia di R. Balki (2009)
- Raavan, regia di Mani Ratnam (2010)
- Khelein Hum Jee Jaan Sey, regia di Ashutosh Gowariker (2010)
- Game, regia di Abhinay Deo (2011)
- Dum Maro Dum, regia di Rohan Sippy (2011)
- Players, regia di Abbas Alibhai Burmawalla e Mastan Alibhai Burmawalla (2012)
- Bol Bachchan, regia di Rohit Shetty (2012)
- Dhoom 3, regia di Vijay Krishna Acharya (2013)
- Happy New Year, regia di Farah Khan (2014)
- Shamitabh, regia di R. Balki (2015)
- All Is Well, regia di Umesh Shukla (2015)
- Housefull 3, regia di Sajid e Farhad Samji (2016)
- Gulab Jamun (2018)